# Associação Desportiva de Mação
A Associação Desportiva de Mação é um clube de futebol português, localizado na vila de Mação, distrito de Santarém. A sede do clube fica na vila de Mação.
O clube foi fundado a 18 de Novembro de 1978, por Agostinho Pereira Caneira. O clube tem presentemente 300 sócios, e manda seus jogos no Estádio Agostinho Pereira Carreira, com capacidade para 600 espectadores. 
É patrocinado pela Legea (equipamento esportivo) e pela AJI.

## Palmarés
Futebol
- Campeão Distrital Seniores 1ª Divisão: 2017/18
- Taça do Ribatejo: 2016/17
- Supertaça "Dr. Alves Vieira": (2) 2018/19 e 2017/18

## Destaques
- 2005-2006 - 1ª divisão da Associação de Futebol de Santarém (7º lugar, 39 pts)
- 2011-12 - [1]